# Pierścień z diamentem

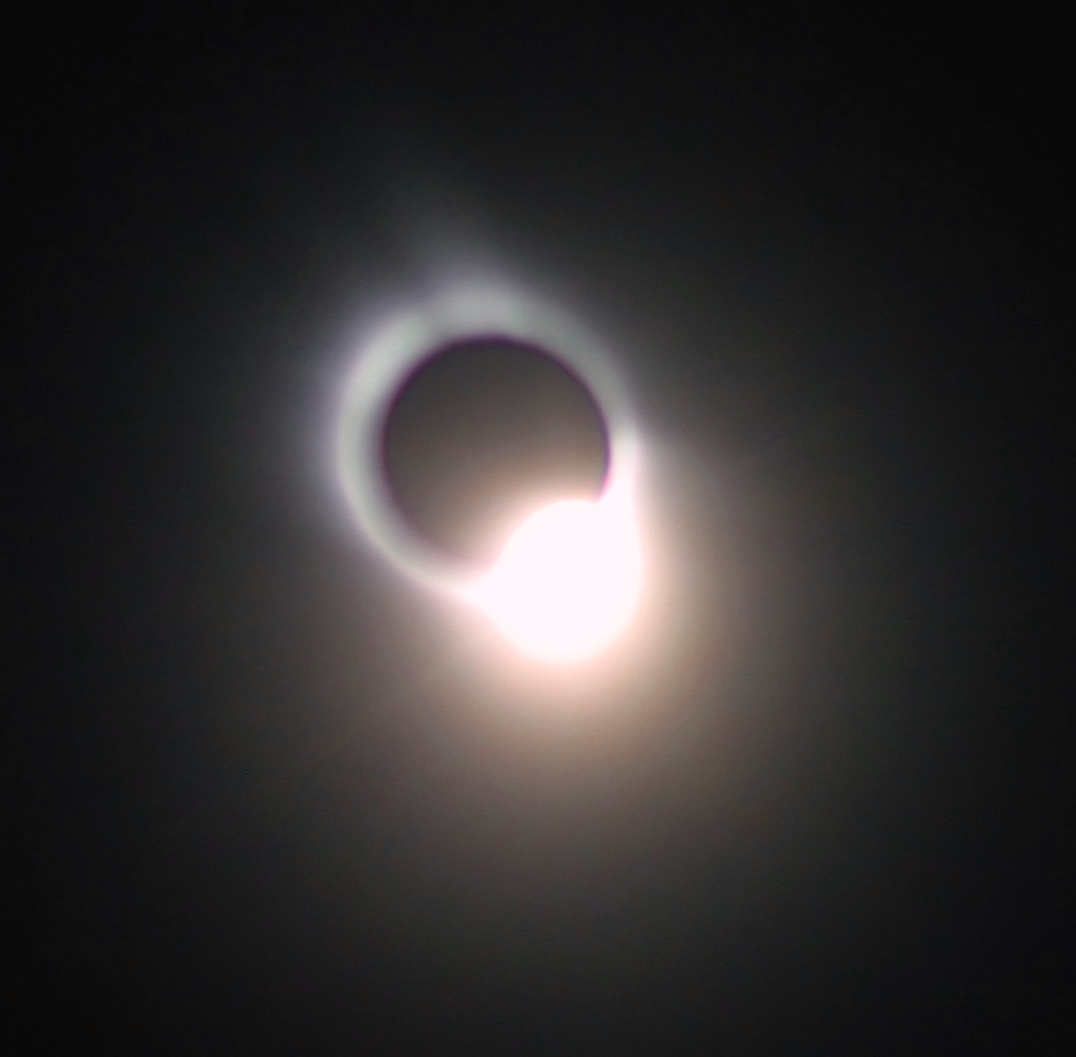
Pierścień z diamentem.

Pierścień z diamentem – jest zjawiskiem występującym podczas całkowitego zaćmienia Słońca. Na chwilę zanim słońce skryje się, bądź tuż przed jego wyłonieniem się zza tarczy Księżyca, nierówna powierzchnia srebrnego globu umożliwia niewielkiej ilości promieni światła słonecznego przedostanie się w stronę Ziemi. Zjawisko to nosi nazwę pereł Baily'ego, na cześć angielskiego astronoma Francisa Baily'ego, który w roku 1836 jako pierwszy je odnotował.
Podczas gdy obserwator stojący w centrum ścieżki cienia będzie mógł obserwować perły Baily'ego jedynie przez kilka sekund, osoba znajdująca się na krawędzi ścieżki całkowitego zaćmienia będzie je widzieć przez dłuższy czas.
Pierścień z diamentem jest widzialny, gdy pozostała tylko jedna "perła" – błyszczący diament w jasnym pierścieniu wokół tarczy Księżyca.
Malarzem, który jako pierwszy realistycznie odwzorował zjawisko pierścienia z diamentem na płótnie, był najprawdopodobniej Cosmas Damian Asam. Jego obraz został ukończony w 1735 roku.
Z uwagi na to, że podczas występowania zarówno pierścienia z diamentem jak i pereł Baily'ego widoczna jest fotosfera Słońca, obserwowanie tych zjawisk bez odpowiedniej ochrony oczu nie jest całkowicie bezpieczne.